# Antônio Carlos André
Antônio Carlos André, conosciuto anche come Andrezinho (Graça, 24 marzo 1958) è un allenatore di calcio ed ex calciatore brasiliano, di ruolo centrocampista.

## Caratteristiche tecniche
Solitamente schierato come ala sinistra, durante l'esperienza in Giappone fu sporadicamente utilizzato anche come attaccante. Era abile nel battere i calci piazzati.

## Carriera

### Club
Formatosi nel Flamengo, tra il 1977 e il 1979 disputò cinque gare del Campionato Carioca con la maglia del Mengão, prima di cominciare una carriera che lo portò a giocare in numerose squadre del Brasile meridionale, fra cui il Brasil (in cui militò in quattro periodi distinti, fra cui la stagione 1995, l'ultima prima del suo ritiro dal calcio giocato) e l'Internacional.
Ebbe anche un'esperienza in Giappone, totalizzando 71 presenze e 22 reti in massima divisione con lo Yamaha Motors, vincendo un titolo nazionale e venendo incluso nel miglior undici nella stagione 1987-88.

### Allenatore
A partire dagli anni duemila ricoprì il ruolo di allenatore e preparatore atletico di alcune squadre dilettantistiche giapponesi, fra cui lo Shizuoka, di cui assunse la guida tecnica tra il 2001 e il 2002.

## Palmarès

### Club
- Campionato Carioca: 2

1978, 1979
- Taça Guanabara: 2

1978, 1979
- Japan Soccer League: 1

1987-1988

### Individuale
- Incluso nella Best XI del campionato: 1 volta[5]